# Ed Elisian
Ed Elisian (Oakland, Californië, 9 december 1926 – Milwaukee, Wisconsin, 30 augustus 1959) was een Amerikaans Formule 1-coureur. Hij reed 5 races; de Indianapolis 500 van 1954 tot 1958.